# Kawasaki ZRX 1100
Kawasaki ZRX 1100 – japoński motocykl typu naked bike produkowany przez firmę Kawasaki w latach 1997-2000.

## Dane techniczne/Osiągi
Silnik: R4

Pojemność silnika: 1052 cm³

Moc maksymalna: 106 KM/8700 obr./min

Maksymalny moment obrotowy: 98 Nm/7000 obr./min

Prędkość maksymalna: brak danych

Przyspieszenie 0-100 km/h: brak danych